# Ульоа, Франсиско де
Франси́ско де Ульо́а (исп. Francisco de Ulloa; умер в 1540 году) — испанский мореплаватель, который исследовал западное побережье современной Мексики. Был в команде Эрнана Кортеса.

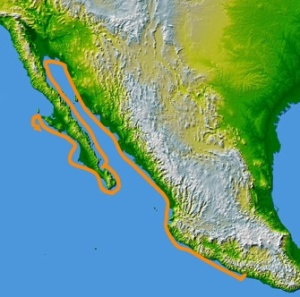
Маршрут Франсиско де Ульоа в 1539 году

## Открытие Калифорнийского залива
Франсиско де Ульоа был первым европейцем, которому к 1539 году удалось полностью изучить калифорнийский залив. Экспедиция вышла из порта Акапулько 8 июля 1539 года в составе 3 судов: «Сент-Томас», «Санкт-Агата» и «Тринидад». В районе островов Марии были вынуждены отказаться от корабля «Сент-Томас», продолжая путешествие на двух оставшихся судах. 28 сентября 1539 года экспедиция достигла крайней точки залива, это было устье реки Колорадо. Члены экспедиции назвали эти воды Красным морем из-за красновато окрашенных вод реки. Далее вдоль левого берега калифорнийского полуострова через город Санта-Крус (современное название Ла-Пас), обогнули мыс Сан-Лукас и оказались в Тихом океане. В результате стычек с туземцами Франсиско был ранен.
Письмо от 5 апреля 1540 года на имя Кортеса с острова Седрос, отчет о событиях разведки на корабле «Санкт-Агата» (дословно):

«He decidido seguir en el Trinidad con las pocas provisiones y hombres, si Dios me otorga buen tiempo, tan lejos como pueda y el viento lo permita, y enviar este barco (el Santa Águeda) y estos hombres a la Nueva España con este informe, Dios quiera que el desenlace sea el que Su Señoría desea (…) beso la mano de Su Señoría.|Francisco de Ulloa»